# サムナー・ウェルズ

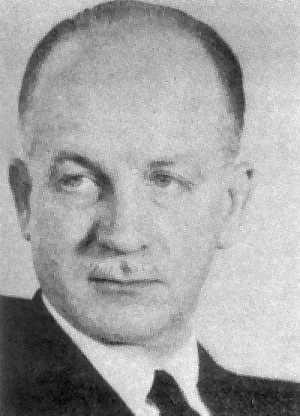
サムナー・ウェルズ

ベンジャミン・サムナー・ウェルズ（Benjamin Sumner Welles, 1892年10月14日 - 1961年9月24日）は、アメリカ合衆国の外交官、政治家。フランクリン・ルーズベルト政権下の1937年から1943年までアメリカ合衆国国務次官。

## 生い立ちと家族

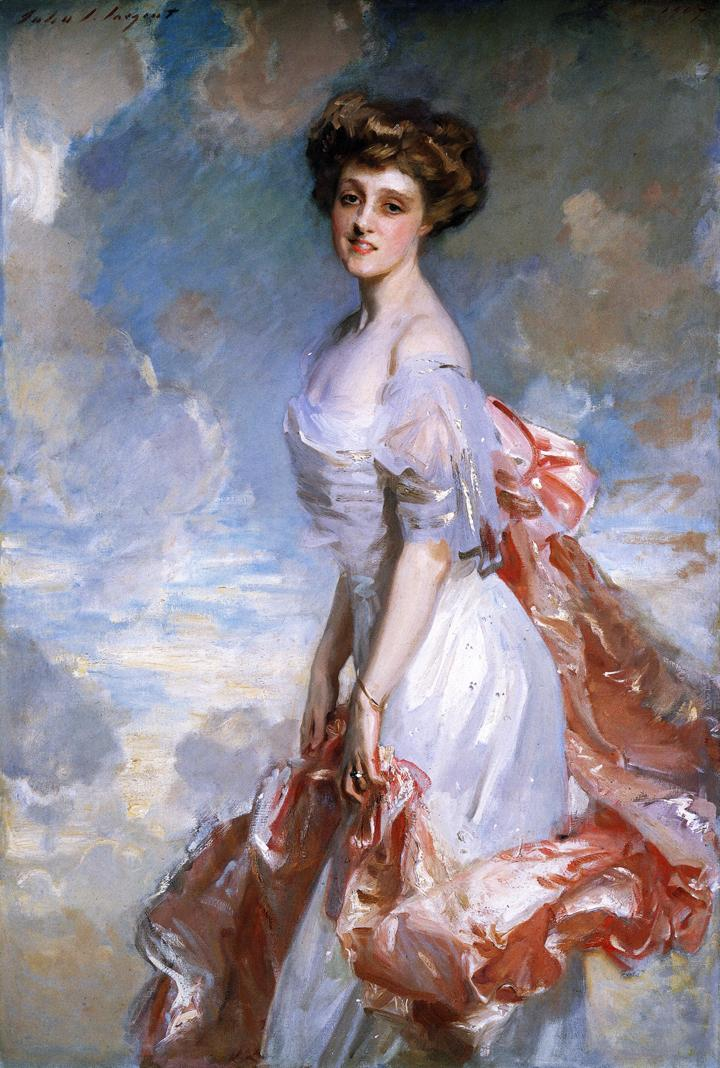
Miss Mathilde Townsend, ジョン・シンガー・サージェント, 1907

1892年10月14日、ウェルズはニューヨーク州ニューヨークにおいて、ベンジャミン・ウェルズ (en:Benjamin Welles) とフランシス・ワイエス・スワン (Frances Wyeth Swan) の息子として誕生した。ウェルズは富裕な環境で育ち、祖先にはインクリース・サムナーやアスター家のキャロライン・シャーマーホーン・アスター（en:Caroline Schermerhorn Astor）らがいる。エレノア・ルーズベルトとは家族ぐるみの付き合いがあり、12歳の時にはフランクリン・ルーズベルトとの結婚式で付き添いを務めた。マサチューセッツ州にある名門校グロトンスクール（en:Groton School）を経てハーバード大学に入学した。ウェルズはハーバード大学においてホール・ルーズベルトとルームメイトだった。ウェルズは1914年にハーバード大学を首席で卒業した。
1915年4月14日、ウェルズはエスター・スレイター (Esther Slater) と結婚した。2人は1923年に離婚したが、2人の間には2人の息子が生まれた。息子の1人はウェルズの伝記を執筆した。
ウェルズはその後、マティルド・タウンゼンド (Mathilde Townsend) と結婚したが、1949年8月に死別した。マティルドは民主党の上院議員であるピーター・ゲリーと離婚したばかりだった。マティルドはジョン・シンガー・サージェントによって描かれたこともあり、ナショナル・ギャラリーに所蔵されている。
ウェルズは1952年6月8日にハリエット・アップルトン・ポスト (Harriet Appleton Post) と再婚した。

## 外交官として
1914年、ウェルズはルーズベルトの助言により、国務省外交部に入省した。ウェルズは日本の東京での職務を割り当てられた。ウェルズはラテンアメリカに関心を持ち、1919年にアルゼンチンに派遣された。ウェルズはスペイン語を流暢に話すことができるようになり、ラテンアメリカの複雑な政治を素早く学習した。ウェルズはキューバおよびハイチの情勢を緊密に観察した。
キューバが政治的に不安定であった1920年、ウッドロウ・ウィルソン大統領はウェルズをキューバへと派遣した。ウェルズは「いかなる方法であろうと最も適切に」情勢を安定させることを要求され、ハバナに滞在して秩序維持に努めた。ウェルズはキューバの経済的困窮を緩和するため、新たな通商条約の締結を提案した。
1922年、ウェルズは共和党の高関税政策や官僚組織の非効率さに憤慨し、国務省を辞職した。ウェルズはより収入のある銀行業に従事した。
1924年、国務長官チャールズ・エヴァンズ・ヒューズはウェルズを呼び戻し、アメリカ軍の軍事占領下にあったドミニカ共和国担当の特別委員として任命した。ウェルズは経済統制の失敗によりアメリカ軍が撤退した1926年までドミニカ共和国担当特別委員を務めた。

## ルーズベルト政権
1932年、ウェルズはその年の大統領選挙においてフランクリン・ルーズベルトを支援した。ルーズベルトは大統領当選後、ラテンアメリカの情勢についての顧問としてウェルズを起用した。1933年4月、ルーズベルトはウェルズを国務次官補に任命し、中南米に対して善隣政策を積極的に展開した。ウェルズは1933年5月に駐キューバ大使となったが、政府内では悪評が立った。その後キューバにおいてクーデターが発生し、後継の政権でウェルズの大使職が承認されなかったため、同年12月、ウェルズは駐キューバ大使を退任した。合衆国に帰国したウェルズは再び国務次官補に就任し、1937年に国務次官に昇進した。ウェルズは1943年まで同職を務めた。
同時期にアメリカ合衆国国務長官を務めたコーデル・ハルとは不仲だった。

### 失脚
ウェルズはバイセクシャルだったが、それを公言することはなかった。しかし1940年9月16日、アメリカ合衆国下院議長だったウィリアム・B・バンクヘッドの葬儀に出席するためアラバマ州を訪れ、ワシントンに戻るサザン鉄道の列車内で酒に酔い、アフリカ系の客室係ジョン・ストーンに金銭で性的な行為を求めた。ストーンはそれを拒否し、社長のアーネスト・E・ノリスに報告した。このスキャンダルが1943年になって公になり、共和党のオーウェン・ブリュスターはこの件に関し、公聴会を開くようにルーズベルトに迫った。同年の9月30日、ルーズベルトはウェルズの辞任を承認した。